# Franjo Glaser
Franjo Glaser, noto anche come Franjo Glazer (Sarajevo, 7 gennaio 1913 – Zagabria, 1º marzo 2003), è stato un calciatore e allenatore di calcio jugoslavo, di ruolo portiere.

## Palmarès

### Giocatore

#### Competizioni nazionali
- Campionato jugoslavo: 4

BSK Belgrado: 1934-1935, 1935-1936
Građanski Zagabria: 1939-1940
Partizan: 1946-1947
- Coppa di Jugoslavia: 1

Partizan: 1947